# شكلة (صقلية)

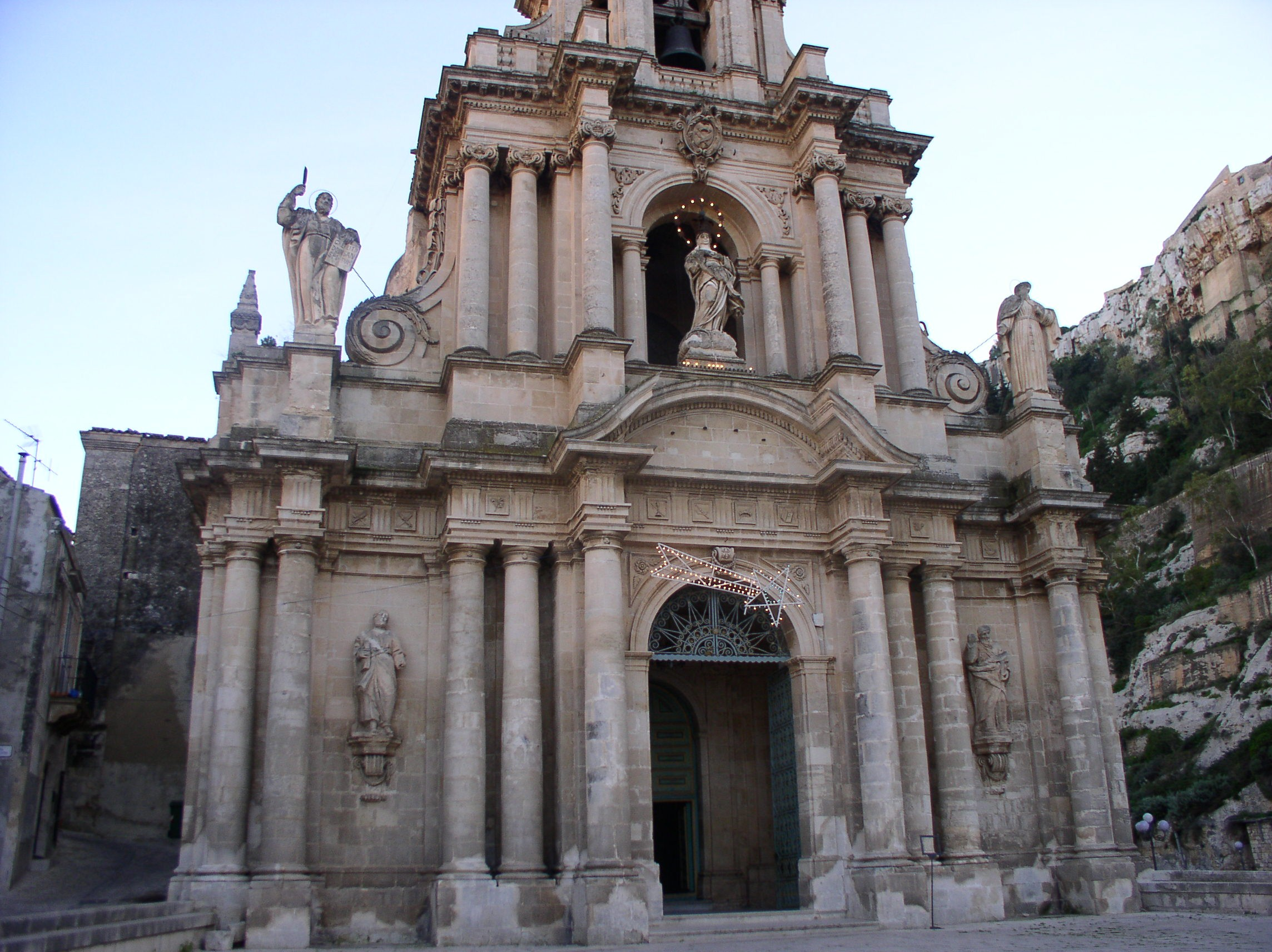
كنيسة القديس برثولماوس

شِكْلَة (بالإيطالية: Scicli شيكلي)‏ مدينة إيطالية يقطنها 25.971 ساكن بمقاطعة رغوس في جنوب شرق صقلية. تبعد 25 كم عن مدينة رغوس، و 308 كم عن بلرم. إحدى سبع مدن في وادي نوطس داخلة ضمن قائمة اليونسكو لمواقع التراث العالمي. تمتد بلدية شكلة على مساحة 137,57 كيلومتراً مربع.

## السكان
في سنة 1861 بلغ عدد السكان 10٬288 نسمة، وتطور العدد ليصل في سنة 2011 لـ 25٬922 نسمة.
يظهر هذا المخطط البياني تطور النمو السكاني لـ شيكلي

## التاريخ
تعود مستوطنات منطقة شكلة إلى العصرين النحاسي والبرونزي المبكر (من الألفية الثالثة قبل الميلاد إلى القرن الخامس عشر قبل الميلاد).
أسس السيكوليون (حيث يرجح أنهم كانوا مصدر الاسم) شكلة حوالي العام 300 قبل الميلاد. في العصور الوسطى، حكم العرب شكلة شأنها في ذلك شأن كامل جزيرة صقلية، ، وعاشت في ظلهم فترة ازدهار كمركز زراعي وتجاري، وبعد ذلك إثر استيلاء عليها النورمان بقيادة رجار الأول سنة 1091. كانت شكلة ضمن الحامية التي تمردت على هيمنة الأنجويين في صلاة الغروب الصقلية (5 أبريل 1282). تبعت مختلف السلالات الحاكمة لمملكة صقلية، وكانت بحوزة الأراغونيون الإسبان قبل الاتحاد بمملكة إيطاليا في منتصف القرن التاسع عشر.
في أعقاب كارثة الزلزال الذي وقع في 1693، أعيد تعمير الكثير من المدينة وفق أسلوب الباروك الصقلي، الذي يعطي مظهر الاناقة للمدينة التي تجتذب الكثير من السياح لزيارتها.

## أعلام
- جوزيبي دراغو